# لوله (زیست‌شناسی)
در زیست‌شناسی، لوله (به انگلیسی: Tubule)، یک اصطلاح کلی است که به لوله کوچک یا هر نوع ساختار مشابه آن اشاره دارد. به‌طور خاص، لوله می‌تواند به موارد زیر اشاره داشته باشد:
- یک لوله کوچک یا ساختار فیستولی
- یک لوله ریز پوشیده‌شده با اپیتلیوم غده‌ای[۱]
- هر ساختاری با بدنه استوانه‌ای توخالی
- یک کانال کوچک که در ساختارها یا اندام‌های مختلف بدن یافت می‌شود[۲]
- یک کانال کالبدشناختی باریک و کشیده[۳]
- یک لوله ریز، به‌ویژه به عنوان یک ساختار کالبدشناختی.